# Qiman (köpinghuvudort i Kina, Xinjiang Uygur Zizhiqu, lat 41,54, long 82,91)
Qiman (kinesiska: 齐满, 齐满镇) är en köpinghuvudort i Kina. Den ligger i den autonoma regionen Xinjiang, i den nordvästra delen av landet, omkring 460 kilometer sydväst om regionhuvudstaden Ürümqi. Antalet invånare är 35 871. Befolkningen består av 17 328 kvinnor och 18 543 män. Barn under 15 år utgör 24,0 %, vuxna 15-64 år 69 %, och äldre över 65 år 6,0 %.
Runt Qiman är det mycket glesbefolkat, med 7 invånare per kvadratkilometer. Närmaste större samhälle är Alakaga, 12,1 km väster om Qiman. Trakten runt Qiman består till största delen av jordbruksmark.
Genomsnittlig årsnederbörd är 107 millimeter. Den regnigaste månaden är juni, med i genomsnitt 31 mm nederbörd, och den torraste är april, med 2 mm nederbörd.